# Séverine de Laveleye
Séverine de Laveleye, née le 9 novembre 1976, est une femme politique belge, membre du parti Ecolo.
Elle a été longtemps membre active de la société civile comme travailleuse du secteur de la solidarité internationale.

## Carrière politique
- 2018- : Conseillère communale de Forest
- 2019- : Députée fédérale